# Antón Chico (Nuevo México)
Anton Chico es un lugar designado por el censo ubicado en el condado de Guadalupe en el estado estadounidense de Nuevo México. En el Censo de 2010 tenía una población de 188 habitantes y una densidad poblacional de 40,69 personas por km².

## Geografía
Anton Chico se encuentra ubicado en las coordenadas 35°11′42″N 105°8′38″O / 35.19500, -105.14389. Según la Oficina del Censo de los Estados Unidos, Anton Chico tiene una superficie total de 4.62 km², de la cual 4.62 km² corresponden a tierra firme y (0%) 0 km² es agua.

## Demografía
Según el censo de 2010, había 188 personas residiendo en Anton Chico. La densidad de población era de 40,69 hab./km². De los 188 habitantes, Anton Chico estaba compuesto por el 61.17% blancos, el 0% eran afroamericanos, el 3.72% eran amerindios, el 2.66% eran asiáticos, el 0% eran isleños del Pacífico, el 29.26% eran de otras razas y el 3.19% pertenecían a dos o más razas. Del total de la población el 88.83% eran hispanos o latinos de cualquier raza.